# Xalan
Xalan — популярная программная библиотека с открытым исходным кодом от Apache Software Foundation, первоначально разработанная корпорацией IBM под именем LotusXSL,, реализующая языки преобразований XSLT XML и язык XPath. XSLT процессор, входящий в Xalan, доступен как для языка программирования Java, так и для C++.

## Дополнительные источники
- Домашняя страница Xalan
- Xalan Tools